# Silent Room
Albums de Nightmare
Cosmovision
(2001) The Dominion Gate
(2005)
Silent Room est le quatrième album studio du groupe Français Nightmare sorti en 2003.

## Titres
1. Paranormal Magnitude - 3:43
2. The Rise Of A Child - 4:00
3. Strange Connection - 5:05
4. Travel In The Spheres Of Dreams - 3:16
5. Shades In The Night - 6:02
6. Silent Room - 4:14
7. Mind Matrix Schizophrenia - 3:46
8. A Piece Of Paradise - 5:31
9. Virtual Freedom - 4:35
10. Sniper In The Playground - 4:58
11. The Death Toll - 3:52
12. Prisoner Of The System - 5:14
13. Ship Of Fools - 5:38